# Isoetes chapmanii
Isoetes chapmanii là một loài dương xỉ trong họ Isoetaceae. Loài này được Engelm. Small mô tả khoa học đầu tiên năm 1932.